# Adolf (Nassau-Saarbrücken)

Graf Adolfs Wappen zeigt die Wappen der Grafschaften Nassau, Moers, Saarwerden, Saarbrücken und im Herzschild Lahr-Malberg

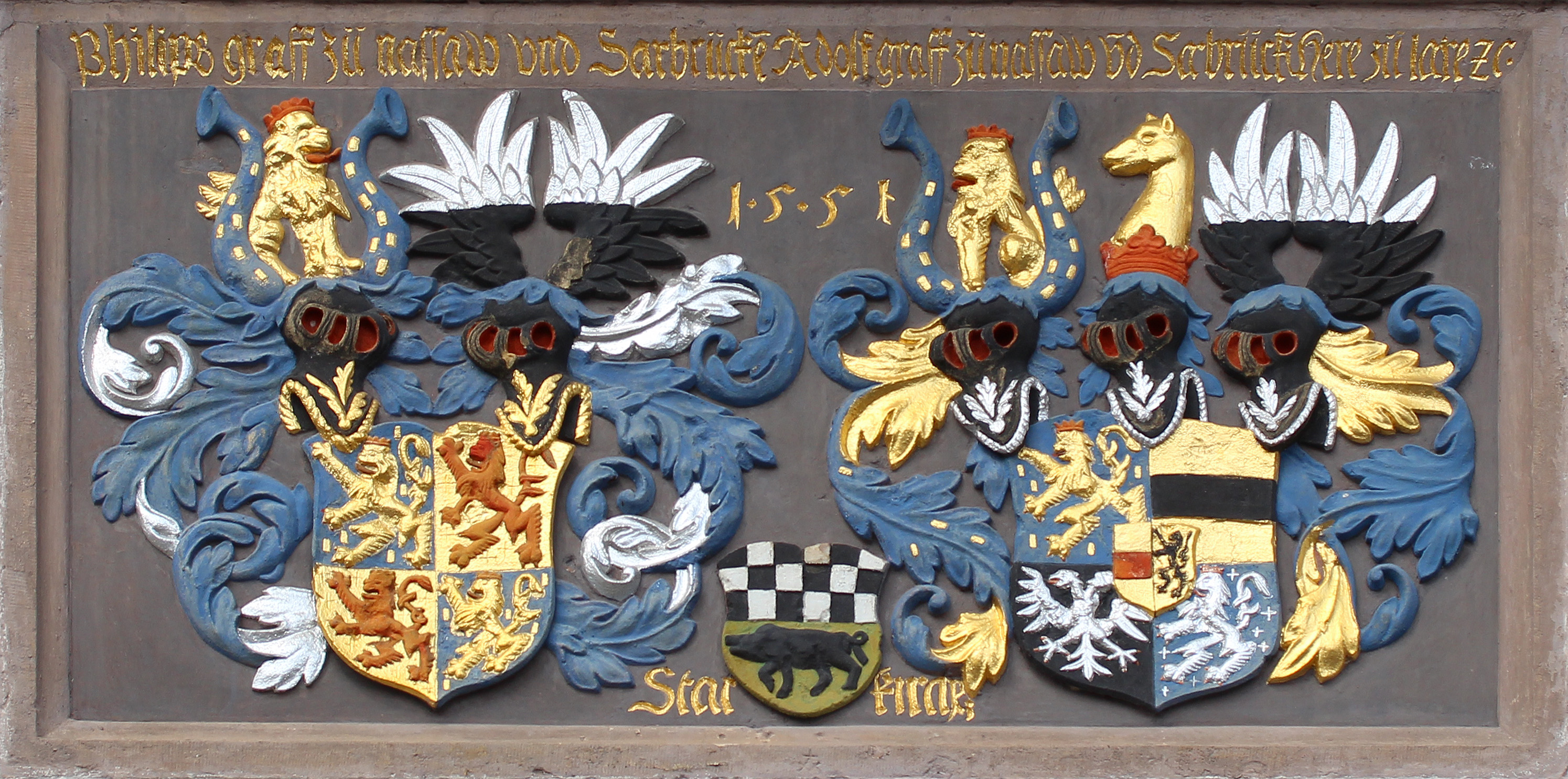
Wappen der Grafen Philipp (Achtung: moderne falsche Tingierung) und Adolf von Nassau-Saarbrücken und der Stadt Kirchheim von 1551 am alten Rathaus in Kirchheimbolanden

Graf Philipps Wappen zeigt das quadrierte Wappen der Grafschaften Nassau und Saarbrücken (hier in richtiger Tingierung)

Adolf von Nassau-Saarbrücken (* 22. August 1526 in Saarbrücken; † 26. November 1559, bestattet in Kirchheimbolanden) war Graf von Nassau-Saarbrücken.

## Familie
Er war der vierte Sohn des Grafen Johann Ludwig von Nassau-Saarbrücken und dessen zweiter Ehefrau Katharina von Moers-Saarwerden. Er selbst heiratete 1553 in Boppard mit päpstlichem Dispens wegen der Verwandtschaft vom 3. zum 4. Grad Gräfin Anastasia von Isenburg-Grenzau, eine Tochter Graf Henrichs von Isenburg. Aus der Ehe gingen keine Kinder hervor.

## Leben
Im Jahr 1544 teilte sein Vater Graf Johann Ludwig seine Lande unter seine drei noch lebenden Söhne auf. Der älteste, Philipp II., erhielt die Grafschaft Saarbrücken. Die Brüder Johann IV. und Adolf teilten sich den Rest. Johann erhielt die Herrschaften Ottweiler und Homburg. Adolf erhielt unter anderem die saarbrückische Hälfte der Herrschaft Kirchheim und Stauf. Die Grafschaft Saarwerden blieb im gemeinschaftlichen Besitz. Der Vater behielt ein Viertel der Einkünfte und bestätigte die Aufteilung für seinen noch minderjährigen Sohn Adolf.
Nach dem Tod des Vaters wurde der evangelisch gesinnte Philipp III. von Nassau-Weilburg, der in Nassau-Weilburg die Reformation eingeführt hatte, sein Vormund. 1545 wurde die Erbteilung mit seinen Brüdern bestätigt. Kaiser Karl V. bestätigte 1546 bei der Durchreise in Saarbrücken den Besitz der Reichslehen und die Erbvereinigung der Brüder. Saarwerden, Lahr und Malberg blieben der Mutter zum Wittum, bis auch diese 1547 verstarb.
Nach dem Tod des ältesten Bruders Philipp II. 1554, der keine Nachkommen hinterließ, teilten die beiden jüngeren die Herrschaft unter sich auf. Johann IV. erhielt die Grafschaft Saarbrücken. Adolf erhielt unter anderem die Grafschaft Saarwerden.
Adolf residierte in Kirchheimbolanden, das er mit prächtigen Gebäuden zierte. 1554 führte er in seiner Herrschaft Kirchheim und Stauf und in seiner Grafschaft Saarwerden die Reformation ein. 1555 schlossen er und Philipp III. von Nassau-Weilburg, der Miteigner der Herrschaft Kirchheim und Stauf, einen Vertrag mit Bischof Dietrich von Worms, wodurch den beiden der Ort Ramsen zugesprochen wurde.
Am 26. Januar 1558 starb seine Gemahlin zu Kirchheim ohne Nachkommen und wurde daselbst in das Grab Graf Heinrichs II. von Sponheim-Bolanden in der Peterskirche gebettet. Adolf folgte ihr bereits am 26. November 1559 nach und wurde ebenfalls in der Peterskirche unter einen alten Stein der Familie Sponheim-Bolanden gebettet, der das spanheimische und das katzenelnbogische Wappen zeigt.